# What Happened to Monday
What Happened to Monday (Brasil: Onde Está Segunda? / Portugal: Sete Irmãs) é um filme distópico de ficção científica e suspense, escrito por Max Botkin e Kerry Williamson, dirigido por Tommy Wirkola e estrelando Noomi Rapace, Glenn Close, e Willem Dafoe. A Netflix comprou os direitos de transmissão do filme para os Estados Unidos e outros países. Foi lançado em 18 de agosto de 2017 pela Netflix.

## Enredo
Em 2073, a superpopulação causa uma crise mundial, resultando em uma rigorosa política de filho único imposta pela Agência de Alocação de Criança (AAC). Quando uma família tem mais de um filho, os demais, exceto o mais velho, são forçadamente colocados em crio-sono pela Agência, com a promessa de serem acordados quando a crise mundial estiver controlada. Karen Settman morre quando dá à luz sete meninas gêmeas. O avô delas as nomeia de acordo com os dias da semana e as ensina a agir como um único indivíduo, onde cada uma delas iria sair de casa um dia na semana, mas sempre representando o papel de filha única, batizada com o nome da mãe delas, Karen Settman. Para proteger seu segredo, Terrence garante que elas compartilhem informações diariamente e replica qualquer acidente que afete a aparência física de uma irmã. As irmãs desenvolvem um sistema de perucas e maquiagem para cobrir quaisquer características de identificação.
Já com 30 anos de idade, Domingo retorna de seu trabalho em um banco, quando vê os agentes da AAC deterem uma criança enquanto os espectadores protestam. As irmãs observam o incidente gravado, debatem e se criticam, concordando em continuar seu ato. No dia seguinte, Segunda prepara seu disfarce como Karen, nervosa em dar uma apresentação. Em um ponto de verificação de filho único, Segunda se depara com Adrian Knowles, um agente da AAC que flerta com ela. No banco, o colega de trabalho de Segunda, Jerry, um concorrente para uma promoção, sugere chantageá-la.
Nesse mesmo dia Segunda não retorna para casa. No dia seguinte, quando Terça refaz seus passos, descobre que Segunda recebera a promoção e se encontrou com Jerry em um bar. Antes que ela possa investigar mais, agentes da AAC a detém e cortam suas comunicações. Adrian vê Terça sendo escoltada para uma cela, onde conhece Nicolette Cayman, chefe da agência e candidata ao parlamento. Cayman explica que ela conhece as irmãs de Terça e, quando Terça oferece um suborno, Cayman revela que Segunda ofereceu o mesmo acordo. Cayman ordena aos agentes para assassinar as irmãs de Terça.
Os agentes usam um olho para passar pelo scanner de retina e entram na casa das irmãs. Elas enfrentam os agentes em uma luta corporal e conseguem matá-los, mas Domingo também morre. Após descobrirem que o olho usado pelos agentes é de Terça, as irmãs suspeitam que Jerry possa tê-las entregado. No dia seguinte, Quarta sai sem se disfarçar e confronta Jerry. Ele revela que descobriu que Karen obteve a promoção enviando milhões de euros para Cayman para financiar sua campanha. Após atiradores da AAC o matarem, Quarta mata alguns agentes e escapa.
Com as outras irmãs remotamente guiando Quarta a fugir em segurança, Adrian aparece no apartamento, preocupada com a "Karen". Quinta convence Sábado a sair com Adrian, que teve uma relação sexual de longo prazo com uma das irmãs. Fingindo ser Karen, Sábado faz sexo com Adrian e conecta secretamente suas pulseiras, permitindo que Sexta invada o sistema do quartel general da AAC. Em um vídeo em tempo real, aparentemente encontram Segunda em uma cela. Enquanto isso, os agentes seguem e matam Quarta. Depois que Adrian sai de seu apartamento, os agentes matam Sábado, enquanto ela diz que Segunda estava namorando com Adrian.
Quando os agentes atacam novamente o apartamento das irmãs, Sexta, pensando que não pode sobreviver por conta própria, se sacrifica explodindo o apartamento e os agentes, para dar a Quinta uma chance de resgatar Segunda.
Adrian ouve sobre a explosão e vai para o apartamento. Quinta o leva como refém e o culpa pelas mortes de suas irmãs. Ele fica confuso no início, mas alega amar Segunda depois de perceber que ela têm irmãs. Quinta convence Adrian a ajudar dizendo que Segunda está viva. Adrian leva Quinta para a sede da AAC dentro de um saco para corpos, no lugar de Sexta. Enquanto ela é preparada para a eliminação, uma criança sofre sono criogênico (crio-sono). Porém, ao invés da menina ser congelada, ela é incinerada. Quinta grava tudo. Depois de dominar os guardas, Adrian e Quinta vão resgatar Segunda. Mas quando chegam em sua cela, eles descobrem que é Terça. Elas deduzem que Segunda as entregou para Cayman.
Quinta encontra Segunda no banheiro. Após conversarem, as duas brigam. Quinta atira em Segunda e a deixa aparentemente morta. Enquanto Cayman hospeda uma angariação de fundos, Terça e Adrian entram no sistema e transmitem imagens do vídeo que Quinta fez. A multidão se revolta com Cayman, que alega que só fez o que era necessário. Segunda cambaleia para o local, mas um agente dispara contra ela antes que ela possa matar Cayman. À medida que a multidão foge, Segunda revela aos outros que está grávida e morre. No final, a Lei de Alocação de Crianças é revogada e Cayman enfrenta a pena de morte. Quinta, Adrian e Terça observam os gêmeos de Segunda e de Adrian se desenvolverem em um útero artificial. Terça e Quinta renomeiam-se Terry e Karen, respectivamente.

## Elenco
- Noomi Rapace como Segunda, Terça, Quarta, Quinta, Sexta, Sábado e Domingo / Karen Settman
  - Clara Read como Segunda, Terça, Quarta, Quinta, Sexta, Sábado e Domingo quando crianças / Karen Settman quando criança
- Willem Dafoe como Terrence Settman
- Glenn Close como Nicolette Cayman
- Marwan Kenzari como Adrian Knowles
- Pål Sverre Hagen como Jerry
- Tomiwa Edun como Eddie
- Stig Frode Henriksen como Agente da Lei #3
- Santiago Cabrera as Processor Infomercial
- Robert Wagner como Charles Benning
- Vlad Rădescu como TBA

## Lançamento
What Happened to Monday foi exibido no  Festival Internacional de Cinema de Locarno de 2017.

## Recepção
O Rotten Tomatoes, um agregador de avaliações, informou que 61% dos 18 críticos pesquisados deram ao filme uma revisão positiva; A classificação média é de 5,8 / 10. Jessica Kiang do Variety chamou o filme de "cômico, violento, e divertida ficção científica estúpida de ação". Kiang disse que, embora esteja cheio de furos e os personagens de Rapace se caracterizem, é provável que se torne um filme cult.
O roteiro original de Max Botkin estava na lista de melhores roteiros não produzidos em Hollywood de 2010.